# Johann Georg Zechner

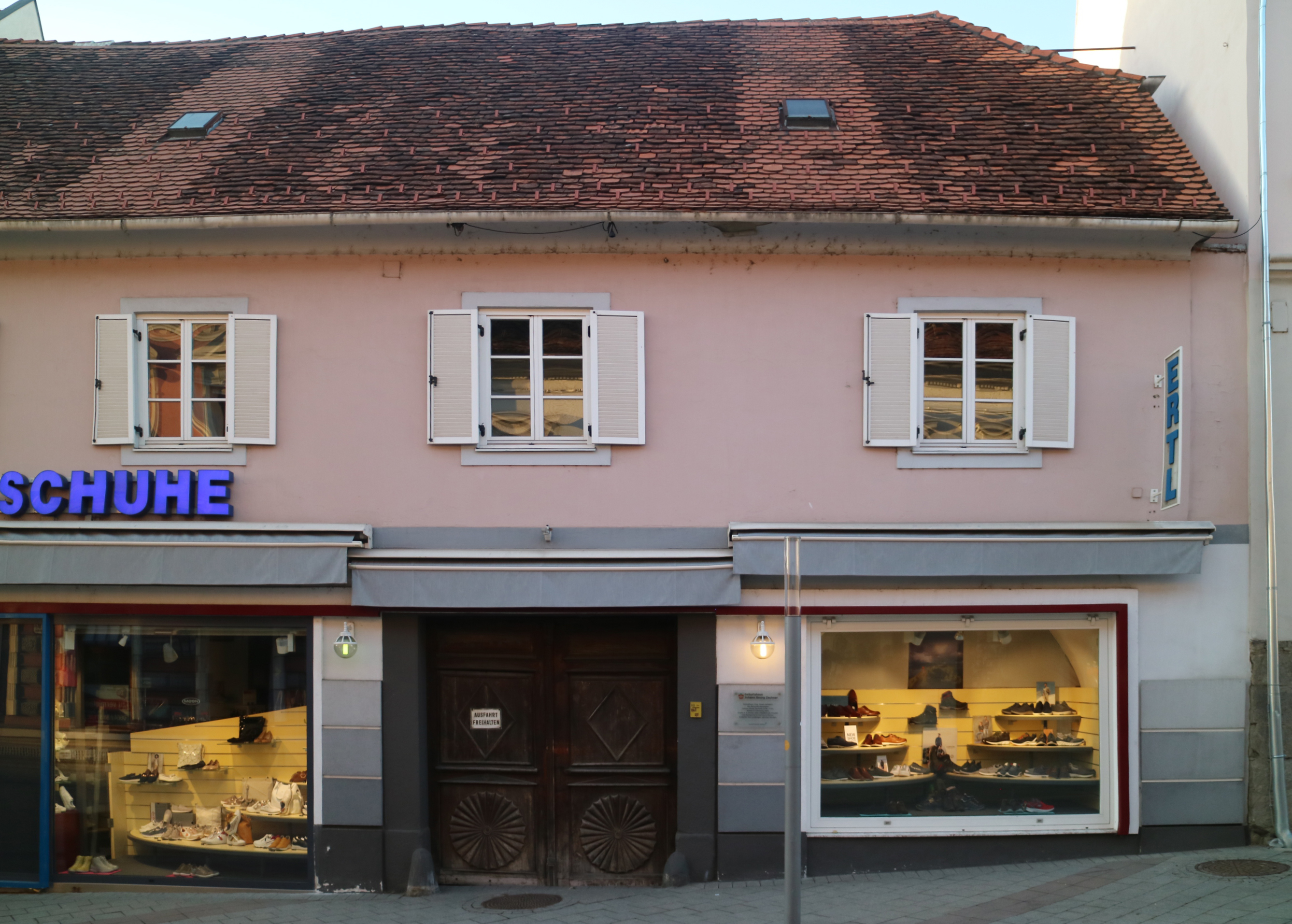
Zechners Geburtshaus in der Gleisdorfer Bürgergasse (2021)

Johann Georg Zechner (* 9. April 1716 in Gleisdorf, Steiermark; † 7. Juni 1778 in Stein an der Donau, Niederösterreich) war ein österreichischer Organist und Komponist.

## Leben
Zechner verließ schon früh seine Heimat, um ins damals musikalisch bedeutsame Niederösterreich zu gehen. Hier, vor allem in Wien, erhielt er seine erste musikalische Ausbildung. 1736 kam Zechner nach Göttweig, wo er bis 1743 als Organist wirkte. Danach wurde er Organist in Krems an der Donau und war von 1746 bis 1753 Regens chori an der dortigen Stadtpfarrkirche. Zeitgleich absolvierte Zechner ein Theologie- und Philosophiestudium und erhielt nach der Priesterweihe ein Benefiziat an der Allerheiligenkirche in Stein.
Durch diese Stelle war er finanziell so gesichert, dass er sich in der Folgezeit der Komposition widmen konnte. Es entstanden geistliche Dramen für das Kremser Jesuitengymnasium, Fest- und Jubiläumsmusik für das Stift Göttweig sowie Tafelmusik für Melk. Sein wohl bedeutendstes Werk war aber wohl die Große Orgelmesse in C (1761). Diese Messe wurde unter anderem beim Wiedereinweihungsgottesdienstes der Amalien-Orgel am 12. Dezember 2010 in Berlin aufgeführt.
Auf Zechners Vermittlung entstand die große Orgel von Johann Hencke in der Wallfahrtskirche Maria Taferl.